# Bulevardul Magheru

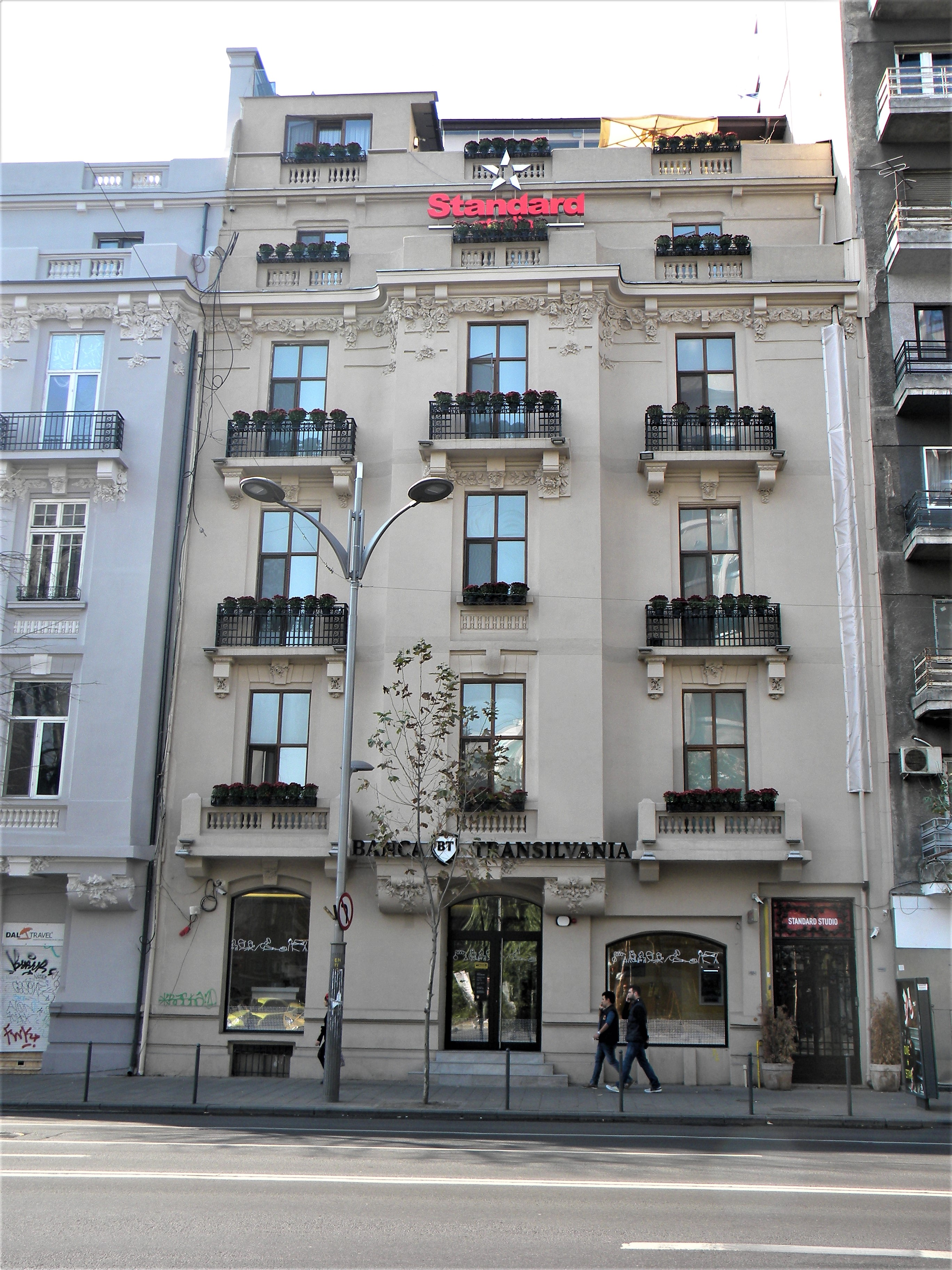
Bulevardul Magheru

Bulevardul Gheorghe Magheru es un bulevar en la zona central de Bucarest, la capital de Rumanía. Se halla entre la Piaţa Romană y el Bulevardul Nicolae Bălcescu, que enlaza con la Piaţa Universităţii. Su nombre proviene de Gheorghe Magheru, un soldado y revolucionario rumano de Valaquia del siglo XIX.
El Bulevardul Magheru era conocido anteriormente como Bulevardul Take Ionescu y Bulevardul Brătianu. Fue construido a comienzos del siglo XX, como una prolongación del Bulevardul Colţei. En la actualidad, se trata de una de las zonas más lujosas y opulentas de Bucarest. Según la firma Cushman & Wakefield, en 2006 el alquiler del metro cuadrado para uso comercial llegó a costar 900€ al mes, lo que hizo que este bulevar fuera durante algún tiempo la 30.ª calle más cara del mundo.